# Pauridiantha hirsuta
Pauridiantha hirsuta är en måreväxtart som beskrevs av Ntore. Pauridiantha hirsuta ingår i släktet Pauridiantha och familjen måreväxter. Inga underarter finns listade i Catalogue of Life.